# Barbara Dulinsky
Barbara Jean Dulinsky, ameriška podčastnica, * 1928, † 1995.
Štabna vodnica Dulinskyjeva je bila prva ženska pripadnica Korpusa mornariške pehote ZDA, ki je delovala na vojnem območju. Po prošnjah, da jo napotijo na vojno območje, je 17. marca 1967 začela osemnajstmesečno turo v Vietnamu pri poveljstvu MACV.